# Takuboku Ishikawa
Takuboku Ishikawa (石川 啄木?, Ishikawa Takuboku; Morioka, 20 febbraio 1886 – Tokyo, 13 aprile 1912) è stato un poeta giapponese, conosciuto per lo stile tanka, moderno (shintaishi in giapponese) e libero (jiyūshi) della poesia.
Esponente della Shinshisha (Società della nuova poesia), collabora con la rivista Myōjō (1900-1908), nucleo centrale del movimento che ha tra i suoi maggiori esponenti, oltre a Takuboku, Sakutarō Hagiwara, Hakushū Kitahara, Yone Noguchi, Homei Iwano, Kinoshita Rigen, Haruo Satō; suoi sostenitori sono Ōgai Mori, Bin Ueda e Baba Kocho. Nella sua opera, tuttavia, traspare anche un interesse per il Naturalismo dovuto alle proprie simpatie socialiste.

## Biografia
Nasce nel tempio Joko, situato nei pressi di Morioka, nel Distretto di Iwate; il padre, infatti, è sacerdote e custode del tempio. Nel 1887 la famiglia si trasferisce nella cittadina di Shibutami, sempre nei pressi di Morioka; qui frequenta per quattro anni la scuola elementare, quindi per due la scuola elementare superiore, secondo l'istituzione scolastica giapponese; sempre qui frequenta la scuola media: in questo periodo, appena tredicenne, scrive e pubblica un libretto intitolato Choji-kai. Nel 1900 inizia a studiare la lingua inglese in un gruppo di volenterosi studenti-autodidatta; s'innamora di Setsuko Horiai, una studentessa della scuola media femminile.
Collabora nel frattempo alla pubblicazione di una rivista chiamata Choji Magazine, che non va oltre il secondo numero, quindi lavora per le riviste Mikazuki (Luna crescente) e Nigitama. I suoi versi tanka sono pubblicati sul giornale locale Iwate Nippo sotto lo pseudonimo Suiko. Nel 1902 collabora con la rivista Myōjō, centro della Shinshisha (Società della nuova poesia), della quale entra a far parte; ricorre ad un secondo pseudonimo, Hakuhin. Lascia quindi la scuola per dedicarsi unicamente alla Letteratura.
Per seguire la propria vocazione letteraria si trasferisce a Tokyo. Qui conosce lo scrittore e poeta Tekkan Yosano e la poetessa Akiko Yosano, che lo sostengono. Nel 1903, dopo neanche un anno a Tokyo, torna a Shibutami; riprende a collaborare con il giornale Iwate Nippo, tenendo una rubrica intitolata Idee di Wagner. Scrive inoltre un poema intitolato Shucho (Dolenti melodie), che appare sul Myōjō; questa volta si firma semplicemente Takuboku. In novembre entra nel neonato circolo della Shinshisha. Nel 1904 scrive una serie di articoli sulla Guerra russo-giapponese, all'epoca in corso.
Scrive e pubblica una raccolta di poesie intitolata Akogare (Ammirazione), collabora con la rivista Sho-Tenchi (Piccolo Mondo). Nel 1905 si sposa con una certa Horiai Setsuko, quindi diventa sostituto insegnante presso la scuola elementare superiore di Shibutami. Scrive il suo primo romanzo, Kumo wa Tensai dearu (Le nuvole sono geni), pubblicato poi postumo; nel dicembre del 1906 pubblica sul Myōjō il secondo romanzo, Soretsu (Funerale).
Nel 1907 si trasferisce ad Hakodate, nella prefettura di Hokkaidō, per lavorare come sostituto insegnante presso la locale scuola elementare e come reporter per il giornale Hokodate Nichinichi Shinbun; qui incontra, inoltre, Chieko Tachibana, della quale s'innamora e alla quale s'ispira per scrivere Wasuregataki-Hitobito; ogni tanto si reca nella poco lontana Sapporo per andarla a trovare e per corteggiarla, fino a quando non viene a sapere dal padre delle sue nozze. Come se non bastasse, la sua casa va a fuoco e perde il posto: deve quindi lasciare Hakodate.
Trova lavoro presso l'editore Hokumon Shinpo, poi nel 1908 presso il giornale Kushiro Shinbun; scrive Benifude-dayori. In primavera si trasferisce nuovamente, questa volta a Tokyo, nel quartiere Hongō; qui trova lavoro come correttore delle bozze presso il giornale Asahi Shinbun, una delle principali testate giornalistiche del Paese, e come editore presso la rivista Subaru (1909-1913), attorno alla quale si sono radunati quasi tutti quelli del Circolo Shinshisha, con Ōgai Mori come "nuovo acquisto". Nel 1910 esce la raccolta di tanka Ichiaku-no-Suna (Pugno di sabbia).
Per ragioni di salute deve trasferirsi a Koishikawa, un distretto oggi facente parte di Tokyo, nel 1911. Qui si spegne nell'aprile del 1912 a causa della tubercolosi. I suoi amici nello stesso anno curano la pubblicazione di una seconda raccolta di tanka intitolata Kanashiki Gangu (Giocattoli Addolorati); nel 1926 suo cognato Miyazaki e Okada Kenzo, capo della Biblioteca di Hakodate, erigono in sua memoria una statua sul porto di Hakodate. Nel 1988 gli viene intitolato un asteroide della Fascia principale appena scoperto, 4672 Takuboku.

## Influenza nella cultura popolare
- Nei volumi 3 e 4 del manga Ai tempi di Bocchan, creato da Jirō Taniguchi, si racconta la vita del poeta.

- Nel volume 19 del manga Prison School Gakuto cita e rielabora una poesia del poeta.